# بليتش: ذكريات اللا أحد
بليتش: ذكريات اللا أحد (劇場版BLEACH [ブリーチ] MEMORIES OF NOBODY جيكيجوبان بوريتشي ميموريزو أبو نوبادي) هو الفيلم الأول من سلسلة الأنمي والمانغا بليتش. أخرجه نوريوكي أبيه وكتبه ماساشي سوغو، وقد عُرض الفيلم بدور العرض اليابانية في 16 ديسمبر 2006. أُصدر الدي في دي في اليابان في 5 سبتمبر 2007.

## القصة
إيتشيغو كوروساكي وروكيا كوتشيكي ينقذان روحًا حميدة ويهزمان مجوفًا في حديقة عامة. بعدئذٍ، يرسلان الروحين إلى مجتمع الأرواح. بشكل هزلي، يجد إيتشيغو جسده في رعاية أحد العيادات (لأنه تحول إلى شينيغامي بدون وضع روح اصطناعية فيه). بمساعدة روكيا يهرب إيتشيغو بنجاح. بعدئذٍ، تظهر أرواح شبيهة بالأشباح في بلدة كاراكورا، وتظهر شينيغامي غامضة تُدعى سينَّا وتدمر تلك الأرواح. حينئذٍ يواجهها إيتشيغو وروكيا وكون (روح معدلة داخل جسد إيتشيغو) لكنها ترفض الإجابة عن أي سؤال ثم تغادر. في وسط المعركة السابقة، يتعثر كون في كائن ظليل مرتديًا درع مظلم واقفًا بين الأرواح. بينما إيتشيغو يتبع سينَّا، تعود روكيا لمجتمع الأرواح للبحث عن إجابات.

## شخصيات جديدة
- سينَّا (茜雫؟)

أداء صوتي: تشيوا سايتو
فتاة مراهقة ذات شعر أرجواني، خُلقت من ذكريات الأرواح المطرودة من دائرة الحياة وتدعى الشينينجو.
- غانريو (厳龍؟)

أداء صوتي: ماساشي إبارا
قائد عشيرة منفية من مجتمع الأرواح وغريم الفيلم الرئيسي.
- جاي (ジャイ؟)

أداء صوتي: داي ماتسوموتو
ذو البشرة الداكنة عضو المظلمين.
- بينين (ベニン؟)

أداء صوتي: يوكو سومي
عضوة من المظلمين تحمل قوس مستعرض
- ريان (リャン؟)

أداء صوتي: دايسوكي إيغاوا
عضو من المظلمين يحمل على ظهره حزمتي قاذفات صواريخ.
- باو (バウ؟)

أداء صوتي: هاجيمي إيجيما
أكبر عضو في المظلمين يحمل اثنين من التيتسوبو ويرتدي نقابًا على وجهه ليغطي جلده وأسنانه المروعين.
- موي (ムエ؟)

أداء صوتي: تاكاشي كوندو
عضو صغير شاحب من المظلمين يرتدي الدرع المبدأي لجميع المظلمين.

## طاقم العمل
| الشخصية                     | مؤدي الصوت الياباني |
| --------------------------- | ------------------- |
| إيتشيغو كوروساكي            | ماساكازو موريتا     |
| روكيا كوتشيكي               | فوميكو أوريكاسا     |
| أوريو إيشيدا                | نورياكي سوغياما     |
| ياستورا سادو                | هيروكي ياسوموتو     |
| أوريهيمي إينوي              | يوكي ماتسوكا        |
| سينَّا                        | تشيوا سايتو         |
| كون                         | ميتسواكي مادونو     |
| كيسوكي أوراهارا             | شينيتشيرو ميكي      |
| تيساي تسوكابيشي             | كيويوكي يانادا      |
| جينتا هاناكاري              | تاكاكو هوندا        |
| أورورو تسوموغيا             | نوريكو شيتايا       |
| رينجي أباري                 | كينتارو إيتو        |
| بياكويا كوتشيكي             | ريوتارو أوكيايو     |
| توشيرو هيتسوغايا            | رومي باكو           |
| رانغيكو ماتسوموتو           | كايا متسوتاني       |
| كينباتشي زاراكي             | فوميهيكو تاتشيكي    |
| ياتشيرو كوساجيشي            | هيسايو موتشيزوكي    |
| إكاكو مادارامي              | نوبويوكي هياما      |
| يوميتشيكا أياسيغاوا         | جون فوكوياما        |
| مايوري كروتسوتشي            | ريوسيه ناكاو        |
| أكون                        | كيجي أوكودا         |
| رين تسوبوكورا               | ميهو سايكاي         |
| جينريوساي شيغيكوني ياماموتو | ماساكي تسوكادا      |
| شونسوي كيوراكو              | أكيو أوتسكا         |
| جوشيرو أوكيتاكي             | هيديو إيشيكاوا      |
| سوي فون                     | توموكو كاواكامي     |
| إيزورو كيرا                 | تاكاهيرو ساكوراي    |
| شوهي هيساغي                 | كاتسويوكي كونيشي    |
| تيتسوزايمون إيبا            | رينتارو نيشي        |
| إيشين كوروساكي              | توشيوكي موريكاوا    |
| كارين كوروساكي              | ريه كوغيميا         |
| يوزو كوروساكي               | أيومي سينا          |
| غانريو                      | ماساشي إبارا        |
| جاي                         | داي ماتسموتو        |
| بينين                       | يوكو سومي           |
| ريان                        | دايسوكي إيغاوا      |
| باو                         | هاجيمي إيجيما       |
| موي                         | تاكاشي كوندو        |
| تومويا                      | يوها كوساكا         |
| والد تومويا                 | يوشيماسا هوسويا     |
| أمين المخزن                 | تشيساتو موريشيتا    |
| ياسودا داي سيركوس (فرقة)    | أنفسهم              |

## الاستقبال
برادلي ميك من T.H.E.M. لمراجعات الأنمي توقع ألا يعجبه الفيلم، لكنه تفاجأ وأعجب به. وقد شعر أن الفيلم مصنوع خصيصًا لإرضاء المعجبين، وأنهم قد أعجبهم الفيلم. انتقد الأحداث الأولى وبعض المشاهد الأخرى على أنها مربكة ومفككة، ولكنه أشاد بالشخصية سينَّا قائلاً «شخصية لطيفة محبوبة منذ اللقطة الأولى».

## وصلات خارجية
- الموقع الرسمي
 (باليابانية)
- بليتش: ذكريات اللا أحد (فيلم) في شبكة أخبار الأنمي
- بليتش: ذكريات اللا أحد على موقع IMDb (الإنجليزية)
- بليتش: ذكريات اللا أحد على موقع روتن توميتوز (الإنجليزية)
- بليتش: ذكريات اللا أحد على موقع نتفليكس (الإنجليزية)
- بليتش: ذكريات اللا أحد على موقع ألو سيني (الفرنسية)
- بليتش: ذكريات اللا أحد على موقع Turner Classic Movies (الإنجليزية)
- بليتش: ذكريات اللا أحد على موقع أول موفي (الإنجليزية)
- بليتش: ذكريات اللا أحد على موقع فيلمافينيتي (الإسبانية)
- بليتش: ذكريات اللا أحد على موقع قاعدة بيانات الفيلم (الإنجليزية)
- بليتش: ذكريات اللا أحد على موقع ليتربوكسد (الإنجليزية)
- بليتش: ذكريات اللا أحد على موقع كينوبويسك (الروسية)
- بليتش: ذكريات اللا أحد في موسوعة بليتش